# Hättorp
Hättorp är en by, herrgård som ligger söder om Tjällmo i Motala kommun, Östergötland. I Hättorp låg Hättorps bruk.

## Historik
Järnhanteringen har anor från 1600-talet. Brukets storhetstid var i mitten på 1800-talet då markinnehavet uppgick till ca 10000 ha samt förutom Hättorp, järnbruken vid Lämneå och Skönnarbo. År 1878 var järnets epok slut vid Hättorp och jord och skogsbruket utvecklades. Här fanns också kvarn, snickeri, tegelbruk och ett kraftverk. 
Bland ägarna under 1800-talet märks Nils Fredrik Tisell och hans son Thure Tisell. De ägde även Karlströms bruk.  
Gården, som numera (2008) ägs av de besläktade familjerna Christensen och Karlberg, drivs i dag i form av ett företag som satsar på kycklingsuppfödning, hästar och uthyrning av stugor.